# Уэст Эш Эль-Маллаха
Уэст Эш Эль-Маллаха (англ. West Esh El Mallaha, WEEM) — нефтегазовый проект в Египте. В проект входит нефтегазовые месторождений такие как Рабех, Малак, Тавус, Танан и другие.
Соглашение по проекту WEEM было подписано летом 1993 года. Первое месторождение в пределах концессии — Рабех было открыто в 1997 году.
В 2007 году на WEEM впервые в истории российских компаний были выполнены сейсморазведочные работы по технологии 3D-Q, что позволило наметить ряд перспективных объектов.
Оператор проекта является российская компания Лукойл. Добыча нефти 2007 году составила 0,19 млн тонн.